# 6.º Escuadrón de la RAF (Reino Unido)
El 6.° Escuadrón de la Real Fuerza Aérea británica, utiliza aviones Eurofighter Typhoon FGR4, en la base de la RAF en Lossiemouth. Previamente, estaba equpadao con aviones Jaguar GR.3, con tareas de apoyo aéreo cercano y reconocimiento táctico, apostado en la base de la RAF en Coltishall, Norfolk hasta abril de 2006, trasladándose hacia la base de la RAF en Coningsby hasta su disolución en mayo de 2007. Sin embargo fue reactivado y reformado en 6 de septiembre de 2010, como un escuadrón de aviones Typhoon.

## Historia

### Primera Guerra Mundial
El mote del 6.º escuadrón es Oculi Exercitus ("los Ojos del Ejército") y su insignia, representada por un águila que ataca una serpiente, fue ganada como consecuencia de los combates defensivos llevados a cabo por esta unidad durante la Primera Guerra Mundial.
El escuadrón fue fundado el 31 de enero de 1914 como el 6.º Escuadrón del Real Cuerpo Aéreo. Su primer comandante de escuadrón fue el Mayor John H.W. Becke.
El pájaro representado sobre la insignia del escuadrón es un halcón, con la serpiente sirviendo para dos propósitos: uno, fue el entonces obvio simbolismo anti-Potencias Centrales de la época (Primera Guerra Mundial);y el segundo mostrar en la insignia el número del escuadrón ("6"). La serpiente con astucia enrollada (se rumorea que fue intencionalmente hecho por los miembros del 6.º escuadrón Louis Strange y Lanoe Hawker) esquivó las regulaciones que a tal efecto se dictaron (no podía estar el número del ningún escuadrón en el interior de las insignias).
El escuadrón fue pionero en la aviación militar, sobre todo con la presencia de Strange y Hawker - apodado "ideas man" (el hombre de las ideas) - casi como un científico loco - un ingeniero experto. Sus talentos duales llevó a idear montajes ingeniosos para las ametralladoras, permitiéndole a Hawker obtener su primera victoria en comnbate aéreo, lo que le valió la condecoración Cruz Victoria, y casi les costó la vida a Strange, tan pronto como alcanzó a cambiar el tambor de una Ametralladora Lewis que había montado en el parte superior de su avión Martinsyde, la máquina se volteó hacia atrás, lanzando a Strange desde la cabina, entrando en picada a 10.000 pies (3000 m). Strange se aferró al tambor de la ametralladora y consiguió entrar de nuevo en la cabina del piloto de la aeronave a menos de 500 pies (150 m) de la tierra, salvando luego el avión. Él volvió al aeródromo, y en silencio desapareció, durmiendo durante la mayor parte de las próximas 24 horas, sin contarle a nadie sobre el incidente. Por desgracia para Strange, el avión alemán, a quien había estado disparando, presenció todo el incidente, y asumió que su bravo atacante había muerto. Como era costumbre, se adjudicó el derribo, y además con una carta que describe la forma de la muerte de Strange, y la timidez de él, representa una de las más grandes aventuras escrita en la historia de la aviación. De más esta decir que su próxima invención fue un arnés de seguridad para el piloto.
Strange fue condecorado por su valor en el combate en ambas guerras mundiales, como también por ayudar a iniciar, desarrollar y organizar el entrenamiento de paracadistas del Reino Unido, en la base de la RAF en Ringway, cerca de Mánchester, en 1940, y luego el sistema de despegue, con catapultas montadas en barcos, de aviones Hurricane. Hawker murió en 1916, después de una batalla épica con el piloto alemán Manfred von Richthofen (conocido como el Barón Rojo.).
Otros miembros del 6° escuadrón incluyeron a varios hombres que se hicieron famosos en la Segunda Guerra Mundial, incluyendo a Hugh "Stuffy" Dowding.

### Período entre las Guerras Mundiales
Después del Armisticio el escuadrón fue transferido a Irak, llegando en julio de 1919. Funcionando en tareas de cooperación con el ejército en el norte de Irak, fue equipado con aviones Bristol Fighter, permaneciéndo allí durante diez años, y antes de trasladarse nuevamente a Egipto en 1929. Al mismo tiempo de este último traslado, fue reequipado con aviones Fairey Gordonsasumiéndo misiones de bombardeo. En 1935, dichos aviones serían reemplazados por Hawker Harts. Como consecuencia de continuos problemas en Palestina, el escuadrón fue relocalizado allí en 1938 volviendo al papel de cooperación con el ejército, con aviones Hawker Hardys, añadiendo aviones Gloster Gauntlets, y aviones Westland Lysanders más tarde.

### Segunda Guerra Mundial
En el inicio de la Segunda Guerra Mundial, la escuadrilla manejada en tareas de cooperación con el ejército, con aviones Westland Lysander, desde Palestina. Esos aviones fueron afectados al Desierto Occidental hasta 1941, cuando los aviones Hawker Hurricane los reemplazaron. Las salidas con destino a cooperación con unidades de tierra fue vital para el ejército en esa época, y en una de esas salidas, el Teniente de Vuelo McFall, realizando un reconocimiento con un Lyssander, localizó la unidad enemiga, y luego al lado de la batería de armamento aliada, para dirigir el fuego.
Sus misiones en el desierto, sobre todo en defensa antitanques, continuaron desde 1942 al final de la campaña norteafricana. Volando aviones Hawker Hurricane Mk. IID, armados con cañones de 40 mm, el escuadrón superó las expectativas en el desierto, destruye muchos objetivos blindados enemigas. Es por ello que se ganaron el apodo "The Flying Tin Openers" (Los Abrelatas Voladores). En 1944, el escuadrón fue trasladado a Italia, volando el resto de la guerra sobre los Balcanes, equipados con aviones Hurricane Mk. IV.

### Post Segunda Guerra Mundial / Guerra Fría
La escuadrilla permaneció en el Oriente Medio hasta 1969. Durante este período la escuadrilla fue equipada con aviones Hurricanes (y durante un breve período, cuatro aviones Spitfire por falta de Hurricanes disponibles), luego con el Hawker Tempest, y posteriormente con el de Havilland Vampire FB.5. Durante principio de los años 1950 el escuadrón desarrolló una relación cercana con Jordania y Rey Abdullah, y durante este período continuó manejando aviones Vampires y Gloster Meteor T.7.
En 1956, después de un breve período de tiempo en Irak, el escuadrón se trasladó de nuevo con los aviones de Havilland DH.112 Venom, operado desde la base de la RAF en Akrotiri, Chipre, y atacaron los aeropuertos egipcios desde allí durante la Guerra del Sinaí. En 1957 el escuadrón fue reequipado nuevamente, esta vez con aviones English Electric Canberras operando desde Akrotiri hasta 1969. Después de haber estado fuera del Reino Unido por 50 años, el escuadrón regresó en 1969 y fue el primero en recibir aviones Phantom FGR2 en la base de la RAF en Coningsby, ese mismo año, hasta que en 1974 fue re-equipado con aviones la GR1 Jaguar y T2 en la base de la RAF en Lossiemouth. A posterior, el escuadrón se trasladó a la base de la RAf en Coltishall, donde fue declarado operativo para cumplir un rol táctico nuclear, con doce aviones y ocho bombas nucleares WE.177, hasta el año 1994, cuando cesó en ese rol y el armamento nuclear fue retirado.

### Periodo posterior a la Guerra Fría
La escuadra continuó en la base de la RAF en Coltishall en funciones no nucleares, hasta que esa base cerró el 1 de abril de 2006, y el escuadrón se trasladó a la base de la RAF en Coningsby. Aviones del escuadrón despegaron hacia el Golfo como parte de la Operación Granby (Guerra del Golfo), por lo cual recibió honores de batalla, y más tarde como parte Zona Norte.
El Escuadrón fue el último en volar aviones SEPECAT Jaguar, y fue descontinuado el 31 de mayo de 2007. Para sustituir al Jaguar se utilizó aviones Eurofighter Typhoon. La RAF anunció que el 6° escuadrón iba a ser el cuarto escuadrón en la línea de frente de combate equipado con Thyphoon, y el primero con aviones Tranche 2, inicialmente prevista para reformarse en el 2008, en la base de la RAF en Leuchars, en Fife. Sin embargo, esto se retrasó hasta 2010, cuando el 6 de septiembre, al cierre de la ceremonia que con motivo de la reforma del escuadrón se llevó a cabo, incluyó la llegada del nuevo avión Typhoon con los colores del 6° Escuadrón, en la base de la RAF, en Coningsby. Asumió la función de Alerta de Reacción Rápida (scrambling), para el norte del Reino Unido, función que cumplía el 111.º Escuadrón de la RAF, el último escuadrón de la RAF en usar aviones Panavia Tornado F3, en marzo de 2011. Cuatro aviones Typhoons del 6° escuadrón participaron recientemente, en la base de la Royal Malaysian Air Force (RMAF) en Butterworth, en los juegos de guerra aéreos para el 40° aniversario del Five Power Defence Arrangements (una serie de disposiciones bilaterales de defensa entre los gobiernos del Reino Unido, Australia, Nueva Zelanda, Singapur y Malasia).

## Aviones utilizados
- Royal Aircraft Factory B.E.2 - 1914
- Bristol Scout-1915
- Fairey Gordon
- Gloster Gauntlet
- Hawker Hart - 1935
- Hawker Demon - 1935
- Hawker Hardy - 1938
- Westland Lysander
- Gloster Gladiator
- Hawker Hurricane 1941-
- Hawker Hurricane IID - Famosa Variante "Tankbusting" 1942-1944
- Hawker Hurricane IV - Variante de combate de campo - 1944-1946
- Bristol Blenheim
- Supermarine Spitfire 1946
- Hawker Tempest 1946-1949
- de Havilland Vampire 1949-
- de Havilland Venom
- English Electric Canberra 1957-1969
- McDonnell Douglas F-4 Phantom II FGR2 - 1969-1974
- SEPECAT Jaguar GR3 - 1974-2007
- Eurofighter Typhoon - 2010–present.[6]

## Comandantes del escuadrón
| Desde              | Hasta              | Nombre                                                 |
| ------------------ | ------------------ | ------------------------------------------------------ |
| Febrero de 1914    | Marzo de 1915      | Mayor John H W Becke                                   |
| Marzo de 1915      | Diciembre de 1915  | Mayor Gordon S Shephard                                |
| Diciembre de 1915  | Septiembre de 1916 | Mayor R P Mills, MC, AFC                               |
| Septiembre de 1916 | Junio de 1917      | Mayor Arthur S Barratt, MC                             |
| Junio de 1917      | Julio de 1918      | Mayor A W H James, MC                                  |
| Julio de 1918      | Febrero de 1920    | Major George C Pirie, MC                               |
| Febrero de 1920    | Mayo de 1920       | Líder de Escuadrón W Sowrey                            |
| Mayo de 1920       | Abril de 1922      | Líder de Escuadrón Edward A B Rice                     |
| Abril de 1922      | Enero de 1924      | Líder de Escuadrón E R Manning, DSO, MC                |
| Enero de 1924      | Noviembre de 1925  | Líder de Escuadrón D S K Crosbie, OBE                  |
| Noviembre de 1925  | Noviembre de 1926  | Líder de Escuadrón D F Stevenson, DSO, MC              |
| Noviembre de 1926  | Enero de 1928      | Líder de Escuadrón C N Lowe, MC, DFC                   |
| Enero de 1928      | Febrero de 1930    | Líder de Escuadrón C H Keith                           |
| Febrero de 1930    | Febrero de 1931    | Líder de Escuadrón C R Cox, AFC                        |
| Febrero de 1934    | Enero de 1937      | Líder de Escuadrón Herbert M Massey, DSO, MC           |
| Febrero de 1940    | Septiembre de 1940 | Líder de Escuadrón W N McKechnie, EGM                  |
| Septiembre de 1940 | Abril de 1941      | Líder de Escuadrón E R Weld                            |
| Abril de 1941      | Febrero de 1942    | Líder de Escuadrón P Legge                             |
| Febrero de 1942    | Enero de 1943      | Comandante de Ala R C Porteous, DSO                    |
| Enero de 1943      | Mayo de 1943       | Líder de Escuadrón D Weston-Burt, DSO                  |
| Mayo de 1943       | Mayo de 1944       | Comandante de Ala A E Morrison-Bell, DFC               |
| Mayo de 1944       | Agosto de 1944     | Líder de Escuadrón J H Brown, DSO, DFC                 |
| Agosto de 1944     | Noviembre de 1944  | Líder de Escuadrón R H Langdon-Davies, DFC             |
| Noviembre de 1944  | Julio de 1946      | Líder de Escuadrón R Slade-Betts, DFC                  |
| Agosto de 1946     | Diciembre de 1946  | Líder de Escuadrón C E Mould                           |
| Diciembre de 1946  | Noviembre de 1947  | Líder de Escuadrón C K Gray, DFC                       |
| Noviembre de 1947  | Julio de 1950      | Líder de Escuadrón Denis Crowley-Milling, DSO, DFC Bar |
| Julio de 1950      | Noviembre de 1952  | Líder de Escuadrón P A Kennedy, DSO, DFC, AFC          |
| Noviembre de 1952  | Octubre de 1954    | Líder de Escuadrón E J Roberts                         |
| Octubre de 1954    | Noviembre de 1956  | Líder de Escuadrón P C Ellis, DFC                      |
| Noviembre de 1956  | Julio de 1957      | Líder de Escuadrón G P Elliott                         |
| Mayo de 1969       | Agosto de 1970     | Comandante de Ala D Harcourt-Smith                     |
| Agosto de 1970     | Diciembre de 1972  | Comandante de Ala J E Nevill                           |
| Diciembre de 1972  | Junio de 1974      | Comandante de Ala B W Lavender                         |
| Junio de 1974      | Julio de 1975      | Comandante de Ala R J Quarterman                       |
| Julio de 1975      | Diciembre de 1977  | Comandante de Ala N R Hayward                          |
| Diciembre de 1977  | Marzo de 1980      | Comandante de Ala G B Robertson                        |
| Marzo de 1980      | Agosto de 1982     | Comandante de Ala M N Evans                            |
| Agosto de 1982     | Diciembre de 1984  | Comandante de Ala D W Bramley                          |
| Diciembre de 1984  | Junio de 1987      | Comandante de Ala N A Buckland                         |
| Junio de 1987      | Diciembre de 1989  | Comandante de Ala I Reilly                             |
| Diciembre de 1989  | Febrero de 1992    | Comandante de Ala J Connolly, AFC                      |
| Febrero de 1992    | Julio de 1994      | Comandante de Ala A D Sweetman                         |
| Julio de 1994      | Diciembre de 1996  | Comandante de Ala I A Milne                            |
| Diciembre de 1996  | Julio de 1999      | Comandante de Ala M J Roche                            |
| Julio de 1999      | Julio de 2002      | Comandante de Ala R W Judson                           |
| Julio de 2002      | Julio de 2004      | Comandante de Ala M J Sears, MBE                       |
| Julio de 2004      | Abril de 2006      | Comandante de Ala W A Cruickshank                      |
| Abril de 2006      | Mayo de 2007       | Comandante de Ala J M Sullivan                         |
| Mayo de 2007       | Present            | Comandante de Ala R Dennis                             |